# Beatmungsentwöhnung
Als Beatmungsentwöhnung oder Weaning (englisch to wean – entwöhnen), auch Respiratorentwöhnung genannt, wird die Phase der Entwöhnung eines beatmeten Patienten vom Beatmungsgerät bezeichnet, einer maschinellen Atemunterstützung, die zumeist im Rahmen der Intensivmedizin auf einer Intensivstation stattfindet.

## Weaningprozess
Der Weaningprozess nimmt kurze Zeit in Anspruch, wenn die Beatmungsdauer kurz war und sich die Lungenfunktion nicht wesentlich änderte. Dies ist bei Operationen der Fall. Nach einer Narkose mit Atemunterstützung für etwa 30 Minuten bis wenige Stunden, abhängig vom jeweiligen Eingriff, wird der Patient im Operationssaal oder im Aufwachraum durch fachkundiges Pflegepersonal betreut, bis er die volle Atemkontrolle und Wachheit zurückerlangt hat. Die Extubation, also das Entfernen des Endotrachealtubus, verläuft dann meist ohne Schwierigkeiten.
Bei etwas längerer Beatmungsdauer (1 bis 3 Tage) ist die Entwöhnung vom Respirator ebenfalls oft problemlos, wenn die Beatmung nicht aus einer Störung heraus erfolgte, die vorwiegend die Lunge betraf.
Nach Langzeitbeatmung (länger als eine Woche) bei schweren Erkrankungen stellt sich das Weaning des Patienten oft schwierig dar. Teilweise benötigt es lange Zeit, im Einzelfall bis zu mehrere Wochen, bis die Atemarbeit wieder vollständig selbst übernommen werden kann. Assistierte Spontanatmung ist ein wesentlicher Bestandteil des Weaning: Die Atemunterstützung durch das Beatmungsgerät kann durch Veränderung der Einstellungen am Gerät allmählich verringert werden. Häufig werden bei der Entwöhnung vom Gerät die Beatmungsformen BIPAP und später CPAP benutzt. Die Ursachen für ein erschwertes Beatmungsweaning sind vielfältig. Klinisch besteht oft eine muskuläre Schwäche der Atemmuskulatur, die zu einem Ventilationsversagen mit hyperkapnischem Lungenversagen führt. Zur Unterstützung des Beatmungsweanings werden vermehrt extrakorporale Systeme zur CO2-Entfernung (extrakorporale CO2-Elimination „E-CO2-E“; iLA Membranventilator der Fa. Novalung) angewendet, da sie durch Modifikationen ihres Gasflusses dazu benutzt werden können, die Atemmuskulatur des Patienten zu entlasten und gezielt wieder zu trainieren, ohne eine Überanstrengung des Patienten befürchten zu müssen. Auch führt die Anwendung der iLA (Interventional Lung Assist, eine künstliche Lunge) zu einer Reduzierung des Analgetika- und Sedierungsbedarfes und erhöht den Anteil von Spontanatmung bereits innerhalb weniger Stunden signifikant, so dass die Weaningzeit verkürzt werden kann.
Eine entscheidende Erleichterung des Weanings bringt auch die perkutane Tracheotomie.
Mit der wieder zunehmenden Übernahme der Atemfunktion muss der Patient auch wacher werden. In diesem Zusammenhang wird es notwendig, auch die Sedierung des Patienten zu verringern.
Zu den Voraussetzungen zum Beginn des Weanings gehören beispielsweise vorhandene Darmtätigkeit, regelmäßige Eigenatmung ohne extreme Tachypnoe, stabile Kreislaufverhältnisse, ausreichende inspiratorische Kraft sowie Mindestwerte für den arteriellen Sauerstoffpartialdruck und für den pH-Wert.
Ein Hauptziel bei der Entwöhnung vom Respirator ist die Verminderung der Beatmungsinvasivität, etwa durch systematische Reduktion der inspiratorischen Sauerstoffkonzentration, Verkürzung des Verhältnisses von In- zu Exspiration, Verminderung des PEEP, Förderung der Spontanatmung und Reduktion von Atemwegsdruck. Eine Entfernung des Beatmungsschlauches ist insbesondere dann möglich, wenn die zuzuführende Sauerstoffkonzentration etwa 40 %, die Atemunterstützung (CPAP) etwa 5 cm Wassersäule und der Sauerstoffpartialdruck im arteriellen Blut mindestens 60 mm Quecksilbersäule betragen.
In Deutschland wurde mit dem Intensivpflege- und Rehabilitationsstärkungsgesetz eine Verpflichtung für Krankenhäuser und Heime eingeführt, ihre Patienten nach Möglichkeit von künstlicher Beatmung zu entwöhnen.